# Stepanek Ernő
Stepanek Ernő (Cegléd, 1881. január 29. – Kiskunhalas, 1934. augusztus 8.) rajztanár, iparművész, csipketervező (Halasi csipke)

## Élete, munkássága
1892-ben édesapja a halasi vasútállomás főnöke lett, ezért költözött Kiskunhalasra a Stepanek család. Itt irányul a figyelme Dékáni Árpád rajztanár révén a művészetek irányába. Kiskunhalason érettségizett. A budapesti Képzőművészeti Főiskolán Benczúr Gyula, Hollós Károly és Pasteiner Gyula növendéke volt. Rajztanári képesítő vizsgáját, 1903-ban Székely Bertalan előtt tette le.
Ezután Marosvásárhelyen, Szabadkán és Kassán tanított. Dékáni Árpád utódjaként 1906-tól a kiskunhalasi gimnázium rajztanára lett.
Festett és kiállításokat is szervezett. A Kilátás az ablakomból című képet 1917-ben IV. Károly magyar király vette meg a Budai királyi palota részére. Kedvelt témái: tájképek, portrét, szélmalmok, kiskunhalasi városképek.
"Az 1920-1930-as évek legkiválóbb csipketervezője volt. Legkorábbi tervein sem érezhető már a szecesszió, annál inkább a régi magyar hímzések ihlették azokat. Csipkeszegélyein gránátalmás virágtövek, madárpárok, valós vagy fantasztikus virágok sorakoznak szigorú szimmetriában. Egyszerűen más a stilizálás módja mint korábban. Az eddigi mozgalmas vonalvezetést egy nyugodtabb, a geometrizáló stilizálás felé hajló rajz váltja fel."
Leggazdagabb mintájú, a rokokó csipkék legjobb hagyományait folytató, virágzó kertre hasonlító terítője az ún. "Julianna" terítő, amelyet a Magyar Nemzeti Szövetség 1937-ben Julianna holland trónörökösnőnek ajándékozta.
Ő alkotta Seenger Béla kőfaragóval a kiskunhalasi gimnázium hősi halottjai emléktáblát (1921).

## Emléke
Kiskunhalason emléktáblája van a Csipkeháznál, és egy utca is viseli a nevét.
Kiskunhalason a református régi temetőben található a sírja.